# Elattoneura
Elattoneura – rodzaj ważek z rodziny pióronogowatych (Platycnemididae). Do 2013 roku zaliczano go do Protoneuridae. Gatunki z tego rodzaju zasiedlają tropikalne rejony Afryki (z wyjątkiem Madagaskaru) i Azji.

## Podział systematyczny
Do rodzaju należą następujące gatunki:

- Elattoneura acuta Kimmins, 1938
- Elattoneura analis (Selys, 1860)
- Elattoneura atkinsoni (Selys, 1886)
- Elattoneura aurantiaca (Selys, 1886)
- Elattoneura aurifex Dijkstra & Mézière, 2015
- Elattoneura balli Kimmins, 1938
- Elattoneura caesia (Hagen in Selys, 1860)
- Elattoneura campioni (Fraser, 1922)
- Elattoneura cellularis (Grünberg, 1902)
- Elattoneura centrafricana Lindley, 1976
- Elattoneura centralis (Hagen in Selys, 1860)
- Elattoneura coomansi Lieftinck, 1937
- Elattoneura dorsalis Kimmins, 1938
- Elattoneura erythromma Lieftinck, 1953
- Elattoneura flavifacies (Pinhey, 1981)
- Elattoneura frenulata (Hagen in Selys, 1860)
- Elattoneura girardi Legrand, 1980
- Elattoneura glauca (Selys, 1860)
- Elattoneura incerta (Pinhey, 1962)
- Elattoneura josemorai Compte Sart, 1964
- Elattoneura lapidaria Dijkstra & Bjelke, 2015
- Elattoneura leucostigma (Fraser, 1933)
- Elattoneura lindleyi Legrand, 1980
- Elattoneura lliba Legrand, 1985
- Elattoneura longispina Lieftinck, 1937
- Elattoneura mauros Dow, Choong & Ng, 2010
- Elattoneura mayombensis Legrand, 1985
- Elattoneura morini Legrand, 1985
- Elattoneura nigerrima (Laidlaw, 1917)
- Elattoneura nigra Kimmins, 1938
- Elattoneura nihari Mitra, 1995
- Elattoneura oculata (Kirby, 1894)
- Elattoneura odzalae (Aguesse, 1966)
- Elattoneura pasquinii Consiglio, 1978
- Elattoneura perisi (Compte Sart, 1964)
- Elattoneura pluotae Legrand, 1982
- Elattoneura pruinosa (Selys, 1886)
- Elattoneura souteri (Fraser, 1924)
- Elattoneura tarbotonorum Dijkstra, 2015
- Elattoneura tenax (Hagen in Selys, 1860)
- Elattoneura tetrica (Laidlaw, 1917)
- Elattoneura tsiamae Aguesse, 1966
- Elattoneura villiersi (Fraser, 1948)
- Elattoneura vittata (Selys, 1886)
- Elattoneura vrijdaghi Fraser, 1954